# Negicco
Negicco (ねぎっこ?  nombre oficial en el Alfabeto latino) es un grupo idol japonés musical femenino, formado en julio de 2003. Actualmente se compone de tres miembros: Nao, Megu y Kaede. Es originario de la Prefectura de Niigata, y fue creado por promoción de the local green onion (Allium fistulosum): La palabra negi (ね ぎ) Significa "cebolla verde" en japonés. "Negicco" significa así "Las niñas de cebolla verde". Es producido por Negi-pro Agency, y está firmado por la etiqueta T-Palette Records. El sencillo "Tokimeki no Headliner", ocupó el puesto #20 en los Oricon Singles Chart en noviembre de 2013  y Hikari no Spur alcanzó el quinto lugar.

## Miembros

### Actuales miembros
- Nao☆ (なお☆): 10 de abril de 1988
- Megu (めぐ): 3 de junio de 1989
- Kaede (かえで): 15 de septiembre de 1991

### Exmiembros
- Miku (みく)
- Misaki (みさき)

## Discografía

### Álbumes
Mini-álbumes
1. ??/??/2009 : Anosorahe (アノソラヘ?)
2. 09/07/2010 : Plastic☆Star (プラスちっく☆スター?)
3. 20/07/2011 : Get It On!

Compilaciones
1. 22/02/2012 : Negicco 2003-2012 ~Best~

Álbumes de estudio
1. 17/07/2013 : Melody Palette
2. 20/01/2015 : Rice & Snow

### Sencillos
1. 27/10/2004 : Koi Suru Negikko (恋するねぎっ娘?)
2. 25/01/2006 : Falling Stars
3. ??/??/2006 : Bokura wa Tomodachi (僕らはともだち?)
4. ??/??/2007 : Earth
5. ??/??/2008 : Summer Breeze
6. ??/??/2008 : Attôteki na Style (圧倒的なスタイル?)
7. 10/09/2010 : Negisama! Bravo☆ (ネギさま！ Bravo☆?)
8. 02/11/2011 : Koi no Express Train (恋の Express Train?)
9. 20/06/2012 : Anata to Pop with You! (あなたとPop With You!?)
10. 13/02/2013 : Ai no Tower of Love (愛のタワー・オブ・ラヴ?)
11. 29/05/2013 : Idol Bakari Kikanaide (アイドルばかり聴かないで?)
12. 06/11/2013 : Tokimeki no Headliner (ときめきのヘッドライナー?)
13. 02/12/2014 : Hikari no Spur (光のシュプール?)
14. 16/04/2014 : Triple! Wonderland' (トリプル!WONDERLAND?)
15. 22/07/2014 : Sunshine Nihonkai (サンシャイン日本海?)
16. 11/08/2015 : Ne Vardia (ねぇバーディア?)

Featured Single
1. 21/03/2012 : Kanzen Kôryaku (完全攻略?) ("Negicco × hy4_4yh")
2. 26/08/2014 : Girl's Life (como Negipecia, un colaboración con Especia)